# チェロ協奏曲
チェロ協奏曲（チェロきょうそうきょく）は、チェロを独奏楽器に用いた協奏曲。

## 概要
チェロ協奏曲は、ピアノ協奏曲とヴァイオリン協奏曲に次いで一般的な協奏曲の形態として知られており、それ以外の協奏曲と比較して、レパートリーとして確立している作品の数は多い。確認できる最古のヴィオロンチェロ協奏曲はすくなくとも18世紀初頭である。

### バロック
ヴァイオリンなどの弦楽器群と通奏低音を伴う形で、チェロが独奏になる形式の協奏曲。1700年前後のイタリア中部ボローニャでオブリガートとしてチェロが指定された協奏曲に始まり、1710年代にはヴィヴァルディが、すでに高い技術が要求されるチェロの独奏協奏曲を30曲近く作曲している。近年それらの作品がヴィオロンチェロ・ダ・スパッラすなわち肩掛け式のチェロのためであると主張されることもあるが、音型、音域、残された資料にはこれらの作品が明確にヴィオロンチェロ・ダ・スパッラのために書かれたものという証拠は、まったく存在しない。しかし、第5弦（E弦）がなければ高ポジションの音をつかむ必要に追われる曲もなくはないので（ヴィヴァルディの作品にはヴァイオリンのE弦と同じE5音を要求しているものがある）、それらの曲については5弦のヴィオロンチェロ（足で挟むダ・ガンバ型にせよ肩掛け式のダ・スパッラ型にせよ）が用いられていたであろうことが推測される。ただし、バロック期には親指を使用する奏法が既に確立されていたので（歴史的に最古のチェロ教則本とされる1741年のミシェル・コレットの教則本には既にサムポジションについての明瞭な説明がある）、４弦での演奏を想定しても矛盾しない。様々な資料や楽譜から判断できることは、明らかに4または5弦の縦型チェロ（すなわち、ダ・ガンバ型のチェロ）が主流だったということである。
18世紀を通して主にイタリア人によって非常に多くのチェロ協奏曲が書かれ、1730年代までに作曲された中ではヴィヴァルディ、プラッティ、ポルポラ、レオナルド・レーオのものが有名である。タルティーニの協奏曲はヴィオラ・ダ・ガンバでもチェロでもどちらでも演奏できるように書かれている。

### 古典派
古典派初期ではまだメジャーな存在であった5弦チェロが、ヴィオラとの棲み分け、サムポジションの奏法の発達とともに次第に衰微して絶滅した。通奏低音が廃され、概ね現在のチェロからコントラバス程度の大きさの低音大型弦楽器はヴァイオリン属の楽器もヴィオール属の楽器も一括して「ヴィオローネ」と総称され通奏低音を担当していたが、チェロと機能的に近い位置を占める弦楽器であったバス～テノールの音域のヴィオール属楽器であるヴィオラ・ダ・ガンバが古典派終了までには絶滅し、腿の肉に挟む形で演奏される現在よく知られる形の「チェロ」だけが生き残った（エンドピンはまだ存在していない）。弦楽合奏における低音を担当する楽器はチェロと、そのオクターブ下を重奏するコントラバスに収束した。通奏低音の廃止とともに、通奏低音ではなく旋律を担当する楽器としてのチェロの可能性がおおきく浮上した。
古典派の黎明期からは、カール・フィリップ・エマヌエル・バッハのチェロ協奏曲（全３曲）が有名なものとして挙げられ今日でもしばしば演奏されるが、彼が左利きで弦楽器を演奏できなかったこともあって、もともとチェロのために書かれたものではなく、フルート協奏曲からの編曲であろうと考えられている。古典派のチェロ協奏曲として今日最も有名であるのは、ハイドンの作品（ハ長調とニ長調の２曲）とルイジ・ボッケリーニの多数の作品である。ハイドンの近くにはジョゼフ・ヴァイグルやアントン・クラフトといったチェロの名手が存在したため、自身はチェロを演奏しなかったハイドンのチェロ協奏曲は極めて技巧的であると同時にチェロという楽器の生理に逆らわないという優れた協奏曲作曲の例となっており、現在でも頻繁に演奏される（ハイドンのヴァイオリン協奏曲がまったく顧みられないことと好対照である）。自身がチェロの名手であったボッケリーニの数あるチェロ協奏曲群は自身の名技を反映した極めて華やかな技巧的パッセージによる独特の魅力を誇っているが、近年まで楽譜の校訂が遅れたこと、技術的に至難であることがあいまって、取り上げられる機会が少なく、ハイドンのものほど一般聴衆に親しまれてはいない。古典派の作曲家は鍵盤楽器だけでなく楽団でヴァイオリンなど弦楽器を演奏した経験を持つことが多く、多くの作曲家がチェロ協奏曲を書いているが、今日では忘れ去られているものが多い（その中ではハイドンが敵視したことで知られるレオポルト・ホフマンのものが質・量ともに抜きん出ている）。モーツァルトはチェロという楽器そのものに本質的に興味を抱かなかったようである。ベートーヴェンは、名手ベルンハルト・ロンベルクの演奏に触発されて、彼のためにチェロ協奏曲を作曲することを申し出たが、ロンベルクは自分は演奏会で自作の協奏曲しか演奏しないので不要である（これはパガニーニはもちろん20世紀に到るまでヴァイオリンやチェロのヴィルトゥオーゾたちにとっては当たり前のことであった）、としてこの申し出を断っている。

### ロマン派
専業の作曲家がピアノで作曲をすることが主流となったロマン派の時代においては、弦楽器（ほぼヴァイオリンとチェロであるが）の協奏曲は各楽器のヴィルトゥオーゾたちによって作曲されることが通例であった（ヴァイオリンでは、ジョヴァンニ・ヴィオッティ、ルイ・シュポーア、ニコロ・パガニーニといったように）。ヴァイオリンよりも不器用な楽器であるチェロの場合、その奏法を知らない作曲家は実質的に演奏不能な楽句を書いてしまう危険がヴァイオリンの場合よりもさらに大きい。ピアニストである作曲家たちはチェロ曲の作曲にあたってチェリストの監修を必要とするのが常であった（たとえばショパンの場合におけるオーギュスト・フランコムのように）。このため、チェリストでない作曲家にとってはチェロ独奏曲はややマイナーなジャンルとなった。なかでも、協奏曲は演奏者の技巧を見せ場としなければならないので、高度に技巧的な楽句と演奏不能な楽句を区別しなければならず、チェリストでない作曲家はチェロ・ソナタを作曲している場合でも、チェロ協奏曲には手をつけないことがほとんどである。ヴィルトゥオーゾによる（主として自身が演奏するために作曲された）チェロ協奏曲・協奏的作品としては、アドリアン・セルヴェ（エンドピンの発明者）、フランコム、ゴルターマン、ピアッティ、ダヴィドフ、ポッパー、クレンゲル、などによるものが挙げられ、チェロのレッスンではこれらを課題曲として取り上げることがいまでも多い。
ロマン派の作曲家は一般家庭に広まったピアノを通じて、ピアノ作品によって名を残すようになったため、有名なロマン派の作曲家は基本的にピアニストである。こうした作曲家たちによる協奏曲・協奏的作品としては、シューマン 、サン＝サーンス（第1番）などがよく知られている。チャイコフスキーのロココの主題による変奏曲（Op. 33）もチェロ協奏曲とは呼ばれないが、それに準ずる扱いを受け演奏頻度も高い。いずれも、ヴィルトゥオーゾ的技巧をひけらかすという性格のものではないわりに、技術的には相当な難曲となっている（シューマンのチェロ協奏曲は作曲家が弦楽器の奏法を知らなかったために意図せず技術的に困難な協奏曲が書かれてしまった例として有名である）。ロマン派のチェロ協奏曲として今日最も有名で最も高く評価されているのはドヴォルザークのロ短調協奏曲である（ドヴォルザークはヴィオリストであった）。

### 近代
ロマン派最末期、印象派前後からは、チェリストの技術向上に伴ってチェロ独奏曲が再び勢いを得ることとなった。チェロ協奏曲では、エルガーやディーリアス、バックス、フィンジなど英国系の作曲家の佳曲も目立っている。作曲家が背景とする演奏楽器がロマン派におけるピアノ偏重から弦楽器へと回帰し始めたこともあって、たとえば新古典派の作曲家はチェロのための協奏的作品を好んで書く傾向にあり、ミヨー（ヴァイオリニスト、2曲）、マルティヌー（ヴァイオリニスト、4曲）、ヒンデミット（ヴィオリスト、3曲）、などの作品が知られている。ロシア系では、プロコフィエフ（交響的協奏曲）、ショスタコーヴィチ（第1番）、ヴァインベルク、また英国のブリテン（チェロ交響曲）などの作品が有名だが、これらはいずれもピアノ演奏を背景とする作曲家によって、20世紀を代表するヴィルトゥオーゾであるロストロポーヴィチのために書かれた協奏的作品である（演奏技術の卓越したロストロポーヴィチを演奏者として想定することで、チェロ曲作曲における古典的イディオムを作曲家が気にしなくてもよくなった点が重要である）。他方で、作曲家と演奏家の分離が進み、ヴィルトゥオーゾたちが自身で演奏するために書く協奏的作品は急速に減っていった（それでもなお、フーゴー・ベッカー、エンリコ・マイナルディ、ガスパール・カサド、ポール・トルトゥリエ、などの名手による自作のチェロ協奏曲を挙げることができる）。

### 現代
20世紀に入ってから、チェロは新しく重宝される楽器に変貌した。ジークフリート・パルム、フランチェス・マリー・ウィッティ、ローハン・デ・サラーム、ミヒャエル・バッハ、堤剛などの現代チェロ曲の名手のために次々と協奏曲の傑作が書かれている。特に重要と思われるものにユン・イサン（パルムのために）、ジョナサン・ハーヴェイ（ウィッティのために）、ベルント・アロイス・ツィンマーマン（パルムのために）、ジェルジ・リゲティ（パルムのために）、ジョン・ケージ（バッハのために）の作品が挙げられる。なお、チェロのヴィルトゥオーゾ自身による協奏的作品の作曲の伝統も完全に途絶えたわけではなく、ジョヴァンニ・ソッリマの一連の協奏的作品を挙げることができる。

## おもな作曲家と作品

### 協奏曲
作曲家の生年順に並べている。
- 1678年 ヴィヴァルディ  - チェロ協奏曲（チェロ、弦楽合奏、通奏低音） ハ長調 RV.398、ハ長調 RV.399、ハ長調 RV.400、ハ短調 RV.401、ハ短調 RV.402、ニ長調 RV.403、ニ長調 RV.404、ニ短調 RV.405、ニ短調 RV.406、ニ短調 RV.407、変ホ長調 RV.408、ホ短調 RV.409、ヘ長調 RV.410、ヘ長調 RV.411、ヘ長調 RV.412、ト長調 RV.413、ト長調 RV.414、ト長調 RV.415、ト短調 RV.416、ト短調 RV.417、イ短調 RV.418、イ短調 RV.419、イ短調 RV.420、イ短調 RV.421、イ短調 RV.422、変ロ長調 RV.423、ロ短調 RV.424、2つのチェロのための協奏曲（2チェロ、弦楽合奏、通奏低音）ト短調 RV.531
- 1686年 ポルポラ  - チェロと弦楽合奏のための協奏曲（チェロ、弦楽合奏、通奏低音）ト長調
- 1692年 タルティーニ  - チェロ（またはヴィオラ・ダ・ガンバ）、弦楽合奏と通奏低音のための協奏曲 イ長調、チェロ（またはヴィオラ・ダ・ガンバ）、2ホルン、弦楽合奏と通奏低音のための協奏曲 ニ長調
- 1694年 レーオ  - チェロ、弦楽合奏と通奏低音のための協奏曲 第1番 イ長調（1737）、第2番 ニ長調（1737）、第3番 ニ短調（1738）、第4番 イ長調（1738）、第5番 ヘ短調、第6番（チェロ、弦楽合奏と通奏低音のための交響協奏曲） ハ短調（1737）
- 1696年 ツァーニ  - チェロと弦楽合奏のための協奏曲（チェロ、弦楽合奏、通奏低音）第1 - 12番
- 1697年 マーヨ  - チェロと弦楽合奏のための協奏曲 ト長調（1726）
- 1699年 ハッセ  - チェロと弦楽合奏のための協奏曲（チェロ、弦楽合奏、通奏低音）ニ長調
- 1714年 C.P.E.バッハ  - チェロと弦楽合奏のための協奏曲 イ短調H.432,Wq.170、変ロ長調 H.436,Wq171、イ長調 H.439,Wq172）
- 1715年 ヴァーゲンザイル- チェロと弦楽合奏のための協奏曲 ハ長調、イ長調
- 1717年 モン- チェロ協奏曲ト短調
- 1722年 ガース- チェロ、弦楽合奏と通奏低音のための6つの協奏曲 op.1
- 1723年 アーベル- チェロ、弦楽合奏と通奏低音のための協奏曲 変ロ長調
- 1723年 クリスティアン・エルンスト・グラーフ- チェロ協奏曲 第1番 ニ長調（チェロ、弦楽合奏、通奏低音）、第2番 ニ長調（チェロ、管弦楽、通奏低音）
- 1724年 チッリ- 6つのチェロ協奏曲 op.14（第1番 イ長調、第2番 ト長調、第3番 ニ長調、第4番 変ロ長調、第5番 ヘ長調、第6番 ハ長調）
- 1727年 フリードリヒ・ハルトマン・グラーフ- チェロ協奏曲 ニ長調
- 1732年 ハイドン - チェロ協奏曲 第1番 ハ長調Hob.VIIb-1、第2番 ニ長調 Hob.VIIb-2,op.101、チェロ協奏曲 第3番 ハ長調Hob. VIIb:3 (紛失)
- 1733年 フィルツ - チェロと弦楽合奏のための協奏曲 ト長調
- 1735年 J.C.バッハ - チェロと弦楽合奏のための協奏曲 ハ短調（アンリ・カザドシュによる偽作）
- 1737年 ヨハン・ミヒャエル・ハイドン - チェロ協奏曲 変ロ長調
- 1737年 ミスリヴェチェク - チェロ協奏曲 ハ長調
- 1738年 レオポルト・ホフマン - チェロ協奏曲 ハ長調 Badley C1、ハ長調 Badley C2、ハ長調 Badley C3、ハ長調 Badley C4（紛失）、ニ長調 Badley D1、ニ長調 Badley D2、ニ長調 Badley D3、ニ長調 Badley D4（紛失）
- 1739年 ディッタースドルフ - チェロ協奏曲 ニ長調
- 1739年 ヴァンハル - チェロ協奏曲 ハ長調、イ長調、ハ長調
- 1741年 ジャンソン - チェロ協奏曲 ニ長調
- 1743年 ルイジ・ボッケリーニ  - 12曲（チェロ協奏曲 第1番 変ホ長調 G.474、第2番 イ長調 G.475、第3番 ニ長調 G.476、第4番 ハ長調 G.477、第5番 ニ長調 G.478、第6番 ニ長調 G.479、第7番 ト長調 G.480、第8番 ハ長調 G.481、第9番 変ロ長調 G.482、第10番 ニ長調 G.483、第11番 ハ長調 G.573、第12番 変ホ長調 G.番号なし）、他に、グリュッツマッハーが G.482 と G.480 を元に改作した作品が有名
- 1745年 カール・シュターミッツ - チェロ協奏曲 第1番 イ長調、第2番 ハ長調、第3番 ト長調
- 1749年 アントニーン・クラフト - チェロ協奏曲 ハ長調 op.4、ハ長調「サイドル協奏曲」
- 1749年 ジャン＝ルイ・デュポール - 6曲（チェロ協奏曲 第4番 ホ短調、第5番 ニ長調、第6番 ニ短調 他）
- 1752年 ヨーゼフ・ライヒャ - チェロ協奏曲 イ長調 op.4-1、ニ長調、ホ長調、チェロと弦楽合奏のための協奏曲 ヘ短調
- 1755年 ヴィオッティ - チェロ協奏曲 ハ長調
- 1756年 モーツァルト - チェロ協奏曲 ヘ長調 K.206a（1775）（楽譜紛失）
- 1756年 ヴラニツキー - チェロ協奏曲 ハ長調 op.27
- 1757年 プレイエル - チェロ協奏曲 ハ長調 Ben101、ハ長調 Ben104、ニ長調 Ben105、ハ長調 Ben106、ハ長調 Ben108
- 1760年 ヨハン・ルドルフ・ツムシュテーク- チェロ協奏曲 イ長調
- 1760年頃 ノイバウアー - チェロ協奏曲 変ロ長調
- 1761年 ヴラニツキー - チェロ協奏曲 ニ短調
- 1763年 ダンツィ - チェロ協奏曲 イ短調、ホ短調
- 1767年 ベルンハルト・ロンベルク - チェロ協奏曲 第1番 変ロ長調 op.2、第2番 ニ長調 op.3、第3番 ト長調 op.6、第5番 嬰ヘ短調 op.30、華麗な大協奏曲 op.48、コンチェルティー ノop.51
- 1778年 ニコラウス・クラフト - チェロ協奏曲 第1番 ホ短調 op.3、第2番 ニ長調 op.4、第3番 イ短調 op.5
- 1782年 オベール - チェロ協奏曲 第1番 イ短調
- 1786年 ウェーバー - グラン・ポプリ（チェロと管弦楽のためのコンチェルト・シュトゥック） ニ長調 op.20（1808）、チェロ協奏曲 ニ長調
- 1802年 ベルンハルト・モーリック - チェロ協奏曲 ニ長調 op.45（1853）
- 1807年 アドリエン＝フランソワ・セルヴェ - チェロ協奏曲 ロ短調 op.5
- 1808年 フランショーム - チェロ協奏曲 op.33
- 1809年 グロス - チェロ協奏曲 ニ短調 op.14、op.31、ハ長調 op.38、作品番号なし（1834）
- 1810年 シューマン - チェロ協奏曲 イ短調 op.129（1850）
- 1812年 リーツ - チェロ協奏曲 op.16
- 1815年 フォルクマン - チェロ協奏曲 イ短調 op.33（1853-55）
- 1819年 オッフェンバック - チェロ協奏曲 「軍隊風」（1847）
- 1820年 ヴュータン - 2曲（チェロ協奏曲 第1番 イ短調 op.46、第2番 ロ短調 op.50）
- 1822年 ラフ - 2曲（チェロ協奏曲 第1番 ニ短調 op.193（1874）、第2番 ト長調 作品番号なし（1876）
- 1823年 ラロ - チェロ協奏曲 ニ短調
- 1824年 ゴルターマン - チェロ協奏曲 第1番 イ短調 op.14、第2番 ニ短調 op.30、第3番 ロ短調 op.51、第4番 ト長調 op.65、第5番 ニ短調 op.67
- 1824年 ライネッケ - チェロ協奏曲 ニ短調 op.82（1964）
- 1829年 ディートリヒ - チェロ協奏曲 ト短調op.32
- 1829年 アントン・ルビンシテイン - 2曲（チェロ協奏曲 第1番 イ短調 op.65、第2番 ニ短調 op.96）
- 1835年 サン＝サーンス - 2曲（チェロ協奏曲 第1番 イ短調 op.33（1872）、第2番 ニ短調 op.119（1902））
- 1836年 ハートマン - チェロ協奏曲 op.26
- 1838年 ダヴィドフ - 4曲（チェロ協奏曲 第1番 ニ短調 op.5（1859）、第2番 イ短調 op.14（1863）、第3番 ニ長調 op.18（1868）、第4番 ホ短調 op.31（1878））
- 1839年 ゲルンスハイム -  チェロ協奏曲 ホ短調 op.78
- 1840年 スヴェンセン - チェロ協奏曲 ニ長調 op.7（1870）
- 1841年 ドヴォルザーク - 2曲（チェロ協奏曲 イ長調 B.10（チェロ＆ピアノ譜のみ現存）、ロ短調 op.104, B.191（1894-95））
- 1842年 サリヴァン - チェロ協奏曲 ニ長調（1866）
- 1843年 ポッパー - チェロ協奏曲 第1番 ニ短調 op.8、第2番 ホ短調 op.24[4]、第3番 ト長調 op.59、第4番 変ロ短調 op.72、ハ長調（F.J.ハイドンのチェロ協奏曲第5番とされていた曲）
- 1843年 ネルーダ - 5曲（チェロ協奏曲 第1番 ホ短調 op.57、第2番 ニ短調 op.59、第3番 イ長調 op.60、第4番 イ短調 op.61、第5番 ト長調 op.66）
- 1844年 ヴィドール - チェロ協奏曲 op.41（1882）
- 1847年 クルークハルト - チェロ協奏曲 イ短調 op.59（1894）
- 1848年 フィッツェンハーゲン - チェロ協奏曲 第1番 ロ短調 op.2、第2番 イ短調 op.4
- 1852年 スタンフォード - チェロ協奏曲 ニ短調（1979-80）
- 1853年 フット - チェロ協奏曲 ト短調 op.33（1894）
- 1855年 レントヘン - 3曲（チェロ協奏曲 第1番 ホ短調（1893-94）、第2番 ト短調（1905）、第3番 嬰ヘ短調（1928））
- 1857年 エルガー - ホ短調 op.85（1918-19）
- 1857年 ヘルステズ（デンマーク語版） - チェロ協奏曲 ハ長調 op.35
- 1859年 クレンゲル - チェロ協奏曲 第1番 イ短調 op.4（1880）、第2番 op.20、第3番 イ短調 op.31、第4番 ロ短調 op.37（1903）、2つのチェロのための二重協奏曲 ホ短調 op.45
- 1859年 ハーバート - 2曲（チェロ協奏曲 第1番 ニ長調 op.8（1882）、第2番 ホ短調 op.30（1894））
- 1859年 フェルステル - チェロ協奏曲 op.143（1931）
- 1861年 イェラル - チェロ協奏曲 op.10
- 1862年 ディーリアス - チェロ協奏曲（1921）
- 1863年 モール - チェロ協奏曲 嬰ハ短調 op.64、2つのチェロと管弦楽のための協奏曲 ニ長調 op.64
- 1864年 リカルド・カストロ - チェロ協奏曲（1895）
- 1864年 グレチャニノフ - チェロ協奏曲 イ短調 op.8（1895）
- 1864年 ダルベール - チェロ協奏曲 ハ長調 op.20（1899）
- 1865年 グラズノフ - チェロと管弦楽のためのコンチェルト・バッラータ　ハ長調op.108（1931）
- 1868年 オスカル・メリカント - チェロ協奏曲 第2番
- 1869年 プフィッツナー - 3曲（チェロ協奏曲 イ短調 作品番号なし（1888）、ト長調 op.42（1935）、イ長調 op.52（1943））
- 1869年 ルーセル - チェロと管弦楽のためのコンチェルティーノ op.57（1936）
- 1870年 フォルヴァル - チェロと管弦楽のためのコンチェルト・シュトゥック（1905）
- 1873年 ジョンゲン - チェロ協奏曲 op.18
- 1875年 グリエール - チェロ協奏曲 ニ短調 op.87（1946-47）
- 1875年 トーヴィー - チェロ協奏曲 ハ長調 op.40（1933）
- 1876年 ヴォルフ＝フェラーリ - チェロ協奏曲 「祈り」ハ長調 op.31
- 1877年 ブライアン - チェロ協奏曲（1964）
- 1877年 ドホナーニ - チェロと管弦楽のためのコンチェルト・シュトゥック ニ長調 op.12（1903-04）
- 1877年 ボルトキエヴィチ - チェロ協奏曲 op.20
- 1878年 ホルブルック - チェロ協奏曲 op.103「カンブリア紀」（1936）
- 1879年 カントルーブ - チェロ協奏曲（1946）
- 1879年 スコット - チェロ協奏曲 op.19（1902）、チェロ協奏曲（1937）
- 1879年 ブリッジ - チェロと管弦楽のための“オーレイション”－悲歌的協奏曲（1930）
- 1880年 ピツェッティ - チェロ協奏曲 ハ長調（1933-34）
- 1880年 ファウルズ - チェロ協奏曲 ト長調 op.17（1908-09）
- 1881年 ミャスコフスキー - チェロ協奏曲 ハ短調 op.66（1944）
- 1882年 マリピエロ - チェロ協奏曲（1937）
- 1883年 カゼッラ - チェロ協奏曲 op.58（1934-35）
- 1883年 バックス - チェロ協奏曲 ト短調（1932）
- 1883年 ザンドナーイ - チェロのためのアンダルシア協奏曲
- 1885年 サロモン - チェロ協奏曲 op.34
- 1886年 シェック - チェロ協奏曲 イ短調op.61（1947）
- 1886年 ベングトソン - チェロ協奏曲 イ短調（1932）
- 1887年 アッテルベリ - チェロ協奏曲 ハ短調 op,21（1922）
- 1887年 ヴィラ＝ロボス - 2曲（大協奏曲 op.50（1915）、協奏曲 第2番（1953））
- 1887年 トッホ - チェロと室内オーケストラのための協奏曲 op,35（1924-25）
- 1890年 イベール - チェロと管楽合奏のための協奏曲（1926）
- 1890年 ガル - チェロ協奏曲 ロ短調op.67 （1944） 、チェロと弦楽合奏のためのコンチェルティーノ op.87 （1966）
- 1890年 ニューストレム - チェロと管弦楽のための協奏交響曲
- 1890年 マルタン - チェロ協奏曲（1965-66）
- 1890年 マルティヌー -  2曲（チェロ協奏曲 第1番 H.196（1960/39/59）、第2番H.304（1944-45））、チェロ・コンチェルティーノ H.143 （1934）
- 1891年 ブリス - チェロ協奏曲 op.120（1969-70）
- 1891年 ジャコビ - チェロ協奏曲（1932）
- 1891年 プロコフィエフ - チェロ協奏曲 第1番 ホ短調、交響的協奏曲 ホ短調 op.125(前出第1番の改作版)
- 1892年 アンドリーセン - チェロ・コンチェルティーノ（1970）
- 1892年 オネゲル - チェロ協奏曲（1934）
- 1892年 ゲディーニ - チェロと弦楽、ティンパニ、シンバルのための協奏曲、2つのチェロと管弦楽のための協奏曲 「アホウドリの協奏曲」
- 1892年 モーザー - チェロ協奏曲 第2番 op.71
- 1892年 ミヨー - 2曲（チェロ協奏曲 第1番 op.136（1934）、第2番 op.255（1945））
- 1892年 ルーセンベリ - チェロ協奏曲 第1番、第2番
- 1893年 デフリーゼ - チェロ・コンチェルティーノ（1930）
- 1893年 アーッレ・メリカント - チェロ協奏曲 第1番（1919）、チェロ協奏曲 第2番 ニ短調（1941/44）、コンチェルトシュトゥック
- 1894年 ペイペル - チェロ協奏曲（1936/47）
- 1894年 モーラン - チェロ協奏曲 ロ短調（1945）
- 1895年 カステルヌオーヴォ＝テデスコ - チェロ協奏曲 ト短調 op.72（1933）
- 1895年 ヒンデミット - チェロ協奏曲 変ホ長調 op.3(1916)、チェロ協奏曲(1940)、「室内音楽」第3番 op.36-2
- 1895年 ボスマンス - チェロ協奏曲 第1番（1922）、第2番（1924）
- 1896年 ヴァージル・トムソン - チェロ協奏曲（1949）
- 1897年 カサド - チェロ協奏曲 ニ短調（1926）
- 1897年 コルンゴルト - チェロ協奏曲 ハ長調 op.37（1946）
- 1897年 セーヴェルー - チェロ協奏曲 op.7（1930-31）
- 1897年 タンスマン - チェロ協奏曲
- 1897年 ビュルガー - チェロ協奏曲
- 1898年 クニッペル - コンチェルト・モノローグ（チェロと7つの管楽器と2つのティンパニのための）（1962）
- 1899年 チャベス - チェロ協奏曲
- 1899年 ユイブレシュト - チェロと管弦楽のためのコンチェルティーノ（1932）
- 1900年 クルシェネク - チェロ協奏曲 第1番 op.133（1953）、第2番 op.236（1982）
- 1900年 スミット - チェロ・コンチェルティーノ（1937）
- 1900年 ヴィリー・ブルクハルト - チェロと弦楽合奏のためのコンチェルティーノ op.60
- 1900年 モソロフ - チェロ協奏曲 第1番（1935）、第2番ハ短調（1946）
- 1901年 ソーゲ - チェロ協奏曲 ハ短調
- 1901年 フィンジ - チェロ協奏曲 イ短調 op.40（1951-55）
- 1901年 ウィリアム・ブッシュ - チェロ協奏曲（1941）
- 1901年 ロドリーゴ - チェロと管弦楽のための「ギャラント様式による協奏曲」（1949）、チェロ協奏曲 「ディヴェルティメント風」（1978/81）
- 1901年 トマジ - チェロ協奏曲（1969）
- 1902年 ウォルトン - チェロ協奏曲（1956）
- 1903年 ヴラソフ - チェロ協奏曲 ハ長調
- 1903年 ゴルトシュミット - チェロ協奏曲（1953-54）
- 1903年 デューク - チェロ協奏曲（1945）
- 1903年 アラム・ハチャトゥリアン - チェロ協奏曲 ホ短調（1946）、チェロと管弦楽のためのコンチェルト・ラプソディ（1963）[5]
- 1903年 ボリス・ブラッハー - チェロ協奏曲（1964）
- 1903年 レーニエ - チェロ協奏曲
- 1904年 カバレフスキー - 2曲（チェロ協奏曲 第1番 ト短調 op.49（1948-49）、第2番 ハ短調 op.77（1964））
- 1905年 ジョリヴェ - チェロ協奏曲 第1番（1962）、第2番（1966）
- 1905年 トゥビン - チェロ協奏曲（1954-55、未完成）
- 1905年 ファルカッシュ - チェロと管弦楽のための「古風な小協奏曲」
- 1905年 ローソーン - チェロ協奏曲
- 1905年 ヴィレーン - チェロ協奏曲 op.10（1936）
- 1906年 イヴァノフス - チェロ協奏曲 ロ短調（1938）
- 1906年 エッゲ - チェロ協奏曲 op.29（1966）
- 1906年 ショスタコーヴィチ - 2曲（チェロ協奏曲 第1番 変ホ長調（1959）、第2番 ト短調（1966））
- 1906年 ドラティ - チェロ協奏曲（1977）
- 1906年 ロペス＝グラーサ - 室内協奏曲（1965）
- 1907年 サイグン - チェロ協奏曲 op.74（1987）
- 1907年 バーディングス - チェロ協奏曲 第1番（1930）、第2番（1985）
- 1907年 フォルトナー - チェロ協奏曲（1951）
- 1907年 カール・ヘラー - チェロ協奏曲 第2番 ニ短調 op.50
- 1907年 ロージャ - チェロ協奏曲 op.32（1969）
- 1908年 エリオット・カーター - チェロ協奏曲（2001）
- 1908年 コッペル - チェロ協奏曲 op.56（1952-56）
- 1908年 ホアキン・ニン＝クルメル - チェロ協奏曲（1962-63）
- 1908年 フルメリー - チェロ協奏曲 op.81（1984）
- 1908年 ラーシュ＝エリク・ラーション - チェロと弦楽合奏のためのコンチェルティーノ op.45-10
- 1908年 ワーズワース - チェロ協奏曲（1962）
- 1909年 バツェヴィチ - チェロ協奏曲 第1番（1951）、第2番（1963）
- 1909年 ホルンボー - チェロ協奏曲 op.120（1974/79）
- 1909年 マリル - チェロ協奏曲 第2番 「鳥の歌」
- 1910年 ズーターマイスター - チェロ協奏曲 第1番（1963）、第2番（1972）
- 1910年 バーバー - チェロ協奏曲 イ短調 op.22（1945）
- 1910年 ゴルベフ - チェロ協奏曲 ニ短調 op.41
- 1910年 レイネル - チェロ協奏曲 op.34（1941-43）
- 1911年 安部幸明 - チェロ協奏曲（1937）
- 1911年 尾高尚忠 - チェロ協奏曲 op.20（1943）
- 1911年 ホヴァネス - チェロ協奏曲 op.17（1936）
- 1911年 ニーノ・ロータ - チェロ協奏曲 第1番（1972）、第2番（1973）
- 1912年 ユーリ・レヴィティン - チェロ・コンチェルティーノ
- 1913年 エスクデロ - チェロ協奏曲
- 1913年 オアナ - チェロと管弦楽のための「タマリットの輪」（1976）、チェロ協奏曲 「イン・ダーク・アンド・ブルー」（1990）
- 1913年 バラティ - チェロ協奏曲（1953）
- 1913年 ブリテン - チェロ交響曲（1963）
- 1913年 フレンニコフ - チェロ協奏曲 第1番 ハ長調 op.16（1964）、第2番 op.30（1986）
- 1913年 ルトスワフスキ - チェロ協奏曲（1969-70）[6]
- 1913年 ロイド - チェロ協奏曲
- 1914年 トルトゥリエ - 2つのチェロと管弦楽のための二重協奏曲（1950）
- 1914年 パヌフニク - チェロ協奏曲（1991）
- 1915年 シュルマン - チェロ協奏曲（1948）
- 1916年 エングルンド - チェロ協奏曲（1954）
- 1916年 バーナード・スティーヴンス - チェロ協奏曲 op.18
- 1916年 デュティユー - チェロ協奏曲「遥かなる遠い国へ」（1970）[6]
- 1916年 ヒナステラ - チェロ協奏曲 第1番 op.36（1968）、第2番 op.50（1980）
- 1917年 エルトマン - チェロと小管弦楽のための協奏曲
- 1917年 尹伊桑（イサン・ユン） - チェロ協奏曲（1975/76）
- 1918年 モライス - チェロ協奏曲
- 1918年 ツィンマーマン - 『パ・ドゥ・トロワ」形式によるチェロ協奏曲 (1966)
- 1919年 ヴァインベルク - チェロ協奏曲 ハ短調 op.43（1948/56）
- 1920年 ペラン - チェロ協奏曲 op.27（1972）
- 1921年 アーノルド - チェロ協奏曲 op.136（1988/2000）
- 1921年 コッコネン - チェロ協奏曲（1969）
- 1921年 シンプソン - チェロ協奏曲（1991）
- 1921年 ババジャニアン - チェロ協奏曲（1962）
- 1921年 モレ - チェロ協奏曲（1984-85）
- 1922年 別宮貞雄 - チェロ協奏曲 「秋」（1997）
- 1922年 フォス - チェロ協奏曲（1966）
- 1923年 カラビス - チェロ協奏曲 op.8（1951）
- 1923年 メニン - チェロ協奏曲（1956）
- 1923年 ローレム - チェロ協奏曲（2002）
- 1923年 リゲティ - チェロ協奏曲（1966）
- 1924年 ブラガ＝サントス - チェロ協奏曲
- 1924年 ノスイレフ - チェロ協奏曲（1973）
- 1925年 芥川也寸志 - チェロとオーケストラのための「コンチェルト・オスティナート」（1969）
- 1925年 ルチアーノ・ベリオ - チェロと室内オーケストラのための「夢の回帰」（1976）
- 1925年 クレーベ - チェロ協奏曲 op.99（1990）
- 1925年 ボリス・チャイコフスキー - チェロ協奏曲（1969）
- 1925年 フェルト - チェロ協奏曲（1965）
- 1925年 マレク - チェロ協奏曲 「アルク・アン・チェロ」（2003）
- 1926年 ヴィエル - チェロ協奏曲 第1番
- 1926年 ウラーソフ - チェロ協奏曲 第1番 ハ長調
- 1926年 チェルハ - チェロ協奏曲
- 1926年 フェルドマン - チェロ協奏曲（1972）
- 1926年 ガリード＝レッカ - チェロ協奏曲
- 1926年 メゴー - チェロ協奏曲 op.98（1992）
- 1927年 アーブ - チェロ協奏曲
- 1927年 ヘラス - チェロと管弦楽のためのファンタジア・コンチェルタンテ（2005）
- 1928年 バイヤー - 昼の歌（チェロ協奏曲）（1998-99）
- 1928年 シフマン - チェロ協奏曲（1979）
- 1928年 ラウタヴァーラ - チェロ協奏曲 op.41、チェロ協奏曲 第2番 「地平線に向かって」 (2008-09)
- 1929年 デニソフ - チェロ協奏曲 op.44（1972）
- 1929年 マギン - チェロ、弦楽合奏とティンパニのための協奏曲（1977）
- 1929年 松村禎三 - チェロ協奏曲（1984）
- 1929年 間宮芳生 - チェロ協奏曲（1975）
- 1929年 矢代秋雄 - チェロ協奏曲（1960）
- 1929年 レイトン - チェロ協奏曲 op.31
- 1930年 クリストバル・アルフテル - チェロ協奏曲 第2番 「残るものはただ沈黙ばかりなり」
- 1930年 カスティーロ - チェロ協奏曲
- 1930年 グルダ - チェロと管楽オーケストラのための協奏曲
- 1930年 ハンス・コックス - チェロ協奏曲（1969）
- 1930年 下山一二三 - チェロ協奏曲（1984）
- 1930年 ショプロニ - チェロ協奏曲 第1番（1967）、第2番（1984）
- 1930年 バンター - 「パイドラ」チェロと管弦楽のためのラプソディック協奏曲（1993）
- 1930年 広瀬量平 - チェロ協奏曲「悲(トリステ)」（1971）[5]
- 1930年 ウィリアム・ペリー - チェロと管弦楽のための「ジェームスタウン・コンチェルト」（2007）
- 1930年 ラウルシャス - ２つのチェロのための弦楽協奏曲（2005）
- 1931年 グバイドゥーリナ - チェロ協奏曲 第2番「いまだ祭は高らかに」（1993）
- 1931年 ケルターボーン - チェロと管弦楽のための一楽章の協奏曲（1998-99）
- 1931年 ノールヘイム - テネブレ（チェロと室内管弦楽のための協奏曲）（1982）
- 1931年 ネアホルム - チェロ協奏曲 op.108（1989）
- 1931年 デイヴィッド・ベイカー - チェロと室内オーケストラのための協奏曲（1975）、チェロとジャズバンドのための協奏曲（1987）
- 1931年 外山雄三 - チェロ協奏曲（1966）
- 1932年 ジョン・ウィリアムズ - チェロ協奏曲（1994）
- 1932年 シチェドリン - チェロ協奏曲 「ソット・ヴォーチェ」（1994）
- 1932年 ネアゴー - チェロ協奏曲 第2番 「モーメンタム」（2009）
- 1932年 ビッグス - チェロと室内オーケストラのための協奏曲
- 1932年 ヘドヴァル - チェロと弦楽合奏のための協奏曲
- 1932年 キンセラ - チェロ協奏曲 第1番
- 1932年 ラザロフ（英語版） - チェロ協奏曲 第1番（1968）、第2番
- 1933年 アブリル - 高地の協奏曲（1999）
- 1933年 バラダ - チェロ協奏曲 第1番、第2番 「ニューオリンズ」
- 1933年 ペンデレツキ - チェロ協奏曲 第1番（1987/72）、第2番（1982）、3つのチェロと管弦楽のための合奏協奏曲（2000）
- 1933年 三善晃 - チェロ協奏曲(第1番)（1974）、谺つり星(チェロ協奏曲第2番)（1996）
- 1933年 リンデ - チェロ協奏曲op.29
- 1934年 シュニトケ - チェロ協奏曲 第1番（1985-86）、第2番（1989-90）
- 1934年 タラカノフ - チェロ協奏曲（1999）、チェロと弦楽合奏のための協奏曲「四季」op.24
- 1934年 デイヴィス - チェロ協奏曲（ストラスクライド協奏曲第2番）（1988）
- 1934年 プリエト - 愛の協奏曲
- 1934年 マトゥス - チェロ協奏曲（1975）
- 1934年 リドー - チェロ、弦楽合奏、パーカッションのための協奏曲 第1番（1984）、チェロと声のための協奏曲（1994）、チェロ協奏曲 第3番（独奏チェロと8つのチェロのための）（1995）
- 1935年 サッリネン - チェロ協奏曲 op.44（1976）
- 1935年 シェリフ - チェロ協奏曲（1987/99）
- 1935年 ペルト - チェロ協奏曲 「賛と否」（1966）
- 1936年 アザラシヴィリ - チェロと室内オーケストラのための協奏曲
- 1936年 アミ - チェロ協奏曲
- 1936年 スタホフスキ - チェロと弦楽合奏のための協奏曲（1988）
- 1936年 デール - チェロ交響曲（1980-81）
- 1936年 フリサニド - 「... 過去、現在、そして ...」（チェロ協奏曲）
- 1937年 フィリップ・グラス - チェロ協奏曲 第1番（2001）、第2番 「ナコイカッツィ」
- 1937年 サルヴァ - チェロと室内オーケストラのための協奏曲（1967）
- 1937年 シルヴェストロフ - チェロと室内オーケストラのための瞑想交響曲（1972）
- 1937年 スモルスキー - チェロ協奏曲
- 1937年 スヴェン・ニールセン - シンフォニア・コンチェルタンテ
- 1938年 ハービソン - チェロ協奏曲
- 1939年 ティシチェンコ - チェロと17の管楽器、打楽器とハーモニウムのための室内協奏曲（チェロ協奏曲 第1番）op.23（1963）、同曲 通常管弦楽伴奏版 op.134a（ショスタコーヴィチ編曲）、チェロと48のチェロ、12のダブルベースと打楽器のための協奏曲（チェロ協奏曲 第2番）（1969）、同曲 通常管弦楽伴奏版（1979）
- 1939年 マンスリアン - チェロ協奏曲 第2番（1978）
- 1939年 ハーヴェイ - チェロ協奏曲（1990）
- 1939年 スタンドフォード - チェロ協奏曲（1974）
- 1941年 スティーヴン・アルバート - チェロ協奏曲
- 1941年 バーゴン - チェロ協奏曲（2007）
- 1941年 ハトゥルグリムソン - チェロ協奏曲 op.30（2003）
- 1941年 ウルス・ヨゼフ・フルーリー - チェロ協奏曲 イ短調（1977-78）
- 1942年 三枝成彰 - チェロ協奏曲 「王の挽歌」（1993）
- 1942年 クロヴィス・ペレイラ - チェロと弦楽合奏のための協奏曲 ト長調
- 1943年 池辺晋一郎 - チェロ協奏曲 「木に同じく」（1996）
- 1943年 ハインツ・カール・グルーバー - チェロ協奏曲（1989）
- 1943年 ブライアーズ - チェロ協奏曲 「哲学への告別」
- 1943年 堀悦子 - ティンパニ、チェロとオーケストラのための協奏曲（1967）
- 1943年 メイエル - チェロ協奏曲 第2番 op.85（1994-95）
- 1943年 デイヴィッド・マシューズ - 青の協奏曲 op.87（2000-02）
- 1944年 カニンガム - チェロ協奏曲（1984）
- 1944年 クレスウェル - チェロ協奏曲
- 1944年 ノルドグレン - チェロ協奏曲 第1番 op.50（1980）、第2番 op.62（1984）、第3番 op.82（1992）、第4番 op.89（1994）、第5番 op.135（2005）
- 1944年 ナイマン - チェロ協奏曲 「嘆き、心の乱れた時の新しいパヴァーヌ」
- 1945年 シェンデロヴァス - チェロ協奏曲（2002）
- 1945年 ソーデルリン - チェロ協奏曲 op.54（1991-92）
- 1946年 イバーラ - チェロ協奏曲（1989）
- 1946年 ヴァスクス - チェロ協奏曲（1993-94）
- 1946年 マイケル・バークリー - チェロ協奏曲
- 1946年 ジョン・メトカルフ - チェロ交響曲
- 1946年 ライエンデッカー - チェロ協奏曲（1983）
- 1947年 パターソン - チェロ協奏曲 op.90（2002）
- 1947年 モリト - チェロ協奏曲
- 1947年 タバコフ - チェロ協奏曲（2006）
- 1948年 スティーヴン・R・ゲルバー - チェロ協奏曲（1994）
- 1948年 ディミトリー・スミルノフ - チェロ協奏曲（1992）、チェロと管弦楽のための小協奏曲（2001）
- 1948年 コリン・マシューズ - チェロ協奏曲 第1番（1984）、第2番（1996）
- 1949年 アホ - チェロ協奏曲（1983-84）
- 1949年 シュミット＝コワルスキー - チェロ協奏曲 イ短調 op.84
- 1949年 ルーザス - アニマ（チェロ協奏曲第2番）
- 1949年 ローズ - チェロ協奏曲
- 1950年 グレフ - チェロ協奏曲 「アダムの罪によりて」
- 1950年 スメラ - チェロ協奏曲（1998-99）
- 1950年 プティジラール - チェロ協奏曲（1994）
- 1952年 サーリアホ - アメール（チェロ協奏曲 第1番）（1992）
- 1952年 山田泉 - チェロ協奏曲（1978）
- 1953年 アゴポフ - チェロ協奏曲 op.10（1984）
- 1953年 ソルタン - チェロ協奏曲
- 1953年 西村朗 - チェロ協奏曲（1990）
- 1953年 フェデーレ - チェロ協奏曲
- 1953年 吉松隆 - チェロ協奏曲 「ケンタウルス・ユニット」op.91（2003）
- 1954年 ジャフェ - チェロ協奏曲（2003）
- 1954年 ピッカー - チェロ協奏曲（1999）
- 1954年 トゥーサン - チェロ協奏曲 第2番
- 1955年 ヴラジーミル・タルノポルスキー - チェロ協奏曲（1980）
- 1955年 ワトソン - チェロ協奏曲（1999）
- 1955年 細川俊夫 - チェロ協奏曲 「武満徹の追悼に」
- 1956年 カイパイネン - チェロ協奏曲 第1番 op.65（2002）
- 1956年 マーティンソン - チェロ協奏曲 第1番
- 1956年 ジーマン - チェロ協奏曲（1990）
- 1956年 ダニエルブール - チェロ協奏曲
- 1956年 ビーミッシュ - チェロ協奏曲「河」（1997）
- 1956年 フランゼン - チェロ協奏曲 「氷の女王への賛歌」（1998）
- 1957年 シェーラー - 「風の目」 チェロと管弦楽のための協奏曲
- 1957年 譚盾（タン・ドゥン） - 悲歌:6月の雪（チェロと打楽器のための協奏曲）（1991）、『地図』〜チェロとヴィデオと管弦楽のための協奏曲
- 1957年 金希文（ゴードン・シーウェン・チン） - チェロ協奏曲 第1番（2006）
- 1957年 チャールズ・ローランド・ベリー - チェロ協奏曲
- 1957年 マスカッツ - チェロ協奏曲（1992）
- 1958年 リンドベルイ - チェロ協奏曲（1999）
- 1958年 セインズベリー - チェロ協奏曲 op.27（1999）
- 1959年 マクミラン - チェロ協奏曲（1996）
- 1959年 ザヴァロ - チェロ協奏曲（2007）
- 1960年 フェリックス・トライバー - チェロと弦楽合奏のための協奏曲（2000）
- 1960年 ローグル - チェロと室内オーケストラのための協奏曲 op.24（1993）
- 1961年 バクリ - チェロ協奏曲（1985/87）
- 1962年 ピトンベイラ - チェロ協奏曲
- 1964年 ファビアン・ミュラー - チェロ協奏曲（1999）
- 1965年 ラーション・ゴーテ - チェロと管楽器のための協奏曲（1999）
- 1968年 タンギー - チェロ協奏曲 第1番（1994-95）、第2番（2000）
- 1970年 ニーナ・コトワ - チェロ協奏曲
- 1970年 ショーン・ヒッキー - チェロ協奏曲
- 1974年 ブルーノ・マントヴァーニ - チェロ協奏曲
- 1975年 ヘフティ - チェロ協奏曲 「鳴り響くものに対して」(2010）
- 1976年 ユホ・カンガス - チェロと弦楽合奏のための協奏曲（2010）
- 1977年 ヴェロニカ・ラトゥシンスカ - チェロ協奏曲（2009）

### 協奏的作品
作曲家の生年順に並べている。
- 1755年 ヴィオッティ - チェロと管弦楽のためのアダージョとロンド
- 1778年 ニコラウス・クラフト - チェロと管弦楽のための序奏、変奏曲とロンドop.13、チェロと管弦楽のためのボレロop.6、チェロと管弦楽のためのポロネーズop.4
- 1782年 オベール - チェロと管弦楽のためのロンド
- 1807年 アドリエン＝フランソワ・セルヴェ - 「ヴェニスの謝肉祭」による幻想的ブルレスクop.9、演奏会用小品op.14、シューベルトのワルツによる幻想曲と華麗なる変奏曲op.4、スパでの思い出op.2、「セビリアの理髪師」による大幻想曲op.6
- 1812年 リーツ - チェロと管弦楽のための幻想曲 op.2
- 1815年 フォルクマン - セレナード第3番ニ短調op.69
- 1819年 オッフェンバック - チェロと管弦楽のための協奏的ロンド（1851）
- 1825年 ヨハン・シュトラウス2世：ロマンス第1番op.243、ロマンス第2番op.255
- 1828年 バルギール - チェロと管弦楽のためのアダージョ ト長調op.38
- 1835年 サン＝サーンス - 組曲op.16、アレグロ・アッパシオナートop.43
- 1835年 キュイ - 2つの小品op.36（1886）
- 1837年 デュボワ - チェロと管弦楽のためのファンタジー・シュトック、チェロと管弦楽のためのアンダンテ・カンタービレ
- 1838年 ブルッフ -  コル・ニドライop.47、チェロと管弦楽によるカンツォーネop.55、ケルト旋律によるアダージョop.56、アヴェ・マリアop.61
- 1840年 チャイコフスキー - ロココ風の主題による変奏曲op.33（1876-77） 、チェロと管弦楽のための「奇想的小品」
- 1841年 ドヴォルザーク - 森の静けさop.68-5、ロンドop.94
- 1842年 マスネ -チェロと管弦楽のための幻想曲
- 1843年 ハメリク - チェロと管弦楽のための演奏会ロマンスop.27（1879）
- 1843年 ポッパー - 3つのチェロと管弦楽のためのレクイエムop.66、組曲「森にて」op.50、ハンガリー狂詩曲op.68
- 1844年 リムスキー＝コルサコフ - セレナード変ロ長調op.37
- 1844年 フォーレ - エレジー ハ短調(元来はピアノ伴奏)
- 1852年 スタンフォード - アイルランド狂詩曲第3番op.137、バッラータとバッラービレop.160、チェロと管弦楽のためのロンド ヘ長調、
- 1856年 マルトゥッチ - アンダンテop.69-2、夜想曲op.70-1
- 1858年 イザイ - 瞑想曲ロ短調「詩曲」op.16、セレナード イ長調op.22
- 1860年 マクダウェル - チェロと管弦楽のためのロマンスop.35
- 1862年 ディーリアス - チェロと室内オーケストラのための2つの小品
- 1862年 ボエルマン - 交響的変奏曲op.23
- 1863年 モール - チェロと管弦楽のための前奏曲ホ長調op.123
- 1864年 グレチャニノフ - チェロと管弦楽のための組曲op.86
- 1864年 R.シュトラウス - 交響詩『ドン・キホーテ』（ヴィオラとチェロの独奏を持つ交響詩）、ロマンス ヘ長調AV.75（チェロと管弦楽のための）
- 1865年 グラズノフ - チェロと管弦楽のための「吟遊詩人の歌」op.71、チェロと管弦楽のための2つの小品op.20
- 1865年 シベリウス - 2つの小品（厳粛なメロディ） op.77
- 1865年 ジルソン - チェロと管弦楽のための「アンダンテとスケルツォ」
- 1868年 マキュアン - チェロと管弦楽のための回想「ヒースの丘」（1918）
- 1871年 ビアラン - チェロと管弦楽のための2つのソネット（ホセ＝マリア・デ・エレディアによる）
- 1872年 ユオン - 「神秘劇」op.59（チェロと管弦楽のための交響詩）
- 1874年 ネドバル - チェロと管弦楽のためのロマンスop.12
- 1874年 ホルスト - チェロと管弦楽のための「祈り」op.19-2
- 1878年 カプレ - チェロと管弦楽のためのエチオピア狂詩曲「エピファニー」
- 1879年 ゴーベール - チェロと管弦楽のための「物語詩」
- 1879年 レスピーギ - アダージョと変奏
- 1880年 ブロッホ - ヘブライ狂詩曲「シェロモ」、交響詩「荒野の叫び」（チェロと管弦楽のための）
- 1883年 ダイソン - 前奏曲、幻想曲とシャコンヌ（チェロと管弦楽のための）
- 1884年 ボウエン - チェロと管弦楽のための狂詩曲op.74（1924）
- 1887年 ヴィラ＝ロボス - チェロと管弦楽のための幻想曲（1945）
- 1890年 マルタン - チェロと小管弦楽のためのバラード (1949）
- 1890年 マルティヌー -  室内ソナタ（チェロと室内オーケストラのための）H.283（1940）
- 1892年 アンドリーセン - チェロと管弦楽のためのカンツォーナ（1965）
- 1892年 ゲディーニ - チェロと管弦楽のための「協奏的音楽」
- 1892年 ハウエルズ - チェロと管弦楽のための幻想曲、チェロと管弦楽のための挽歌
- 1892年 ミヨー - ピエモンテ地方の民謡による北イタリア組曲Op.332
- 1894年 ピストン - チェロと管弦楽のための変奏曲
- 1895年 ヒンデミット - 葬送音楽（1936）
- 1895年 ボスマンス - チェロと管弦楽のための詩曲（1926）
- 1899年 ユイブレシュト - 葬送の歌（1926）
- 1899年 アレクサンドル・チェレプニン - チェロと管弦楽のための「グルジア狂詩曲」op.25（1922）
- 1899年 ヴラディゲロフ - チェロと管弦楽のための協奏的幻想曲op.35（1941）
- 1900年 クラミ - チェレミシアン幻想曲op.19（1931）
- 1900年 クルシェネク - チェロと管弦楽のためのカプリッチョop.145（1955）
- 1900年 ブッシュ - チェロと管弦楽のための演奏会組曲op.37（1952）
- 1900年 モソロフ - チェロと管弦楽のためのエレジアック・ポエム（1961）
- 1901年 ソーゲ - チェロと管弦楽のための協奏的メロディ
- 1901年 ラッブラ - チェロと管弦楽のための「独白（Soliloquy）」
- 1903年 ヴラソフ - チェロと管弦楽のためのインプロヴィゼイション
- 1904年 ダッラピッコラ - チェロと管弦楽のための「対話」
- 1904年 ポポーフ - チェロと弦楽合奏のための交響的アリアop.43（1945）
- 1907年 グアルニエリ - チェロと管弦楽のためのショーロ（1961）
- 1907年 マコンキー - エピリオン
- 1907年 ロージャ - チェロと管弦楽のための狂詩曲 op.3
- 1907年 コンスタンティネスク -チェロと管弦楽のための「ビザンツの主題による自由な変奏曲」（1961）、チェロと管弦楽のための「アウトローのバラード」
- 1910年 ウィリアム・シューマン -「オルフェウスの歌」（1962）、朗読〜シェークスピア作「オルフェウスと彼のリュート」
- 1911年 メノッティ -  チェロと管弦楽のための幻想曲
- 1912年 フランセ -  コンセール形式の変奏曲、チェロと管弦楽のための幻想曲
- 1913年 ドマジュリツキー -  チェロと管弦楽のための交響的絵画「騎士ダルタニアンの春」op.40
- 1914年 トルトゥリエ - 変奏曲「音楽が平和を守りますように」
- 1915年 ダイアモンド - チェロと管弦楽のためのカディッシュ（1987）
- 1917年 オスカル・モラヴェッツ - マーティン・ルーサー・キングの思い出に
- 1918年 ツィンマーマン - 希望の歌
- 1918年 バーンスタイン - チェロのための3つの瞑想曲（「ミサ曲」から作曲者自身が編曲）（1977）
- 1919年 レオン・キルシュナー - チェロと管弦楽のための音楽
- 1921年 ヤン・ノヴァーク - チェロと小管弦楽のためのカプリッチョ（1958）
- 1922年 フォス - チェロと小管弦楽のためのカプリッチョ（1999）
- 1924年 ケレメン - 変化（チェロと管弦楽のための）、ドラマティコ－サラエボのためのレクイエム－（チェロと管弦楽のための）
- 1925年 テオドラキス - チェロと管弦楽のための狂詩曲
- 1926年 モートン・フェルドマン - チェロと管弦楽（1972）
- 1926年 ヘンツェ - 西風への頌歌（チェロと管弦楽のための）
- 1927年 エークルンド - チェロと弦楽合奏のための幻想曲
- 1928年 シャーマン - ガーデンズ・オヴ・エグザイル（1991）
- 1929年 コピィトマン - カディッシュ
- 1929年 ホディノット - ノクティス・エキ（チェロと管弦楽のためのシエーナ）
- 1929年 レイトン - 組曲「Veris Gratia」op.9
- 1930年 クリストバル・アルフテル - チェロと管弦楽のためのパルティータ（1957）
- 1930年 ラウルシャス - 感情的な会話（チェロと管弦楽のための）（2003）、室内協奏曲（独奏チェロとチェロ・アンサンブルのための）（2007）
- 1930年 下山一二三 - チェロ、弦楽器、打楽器、ハープとピアノのための『WAVE』（1972）、同曲チェロ、11の弦楽器と打楽器版（1998）
- 1930年 武満徹 - オリオンとプレアデス（1984）、シーン（1959）
- 1930年 マゼール - チェロと管弦楽のための音楽op.10（1994）
- 1930年 ナンシー・ヴァン・デ・ヴェイト - チェロと室内オーケストラのための演奏会用小品（1985）
- 1931年 グバイドゥーリナ - Detto Ⅱ（チェロと室内アンサンブルのための）（1972）
- 1931年 林光 - オーケストラのための童話「セロ弾きのゴーシュ」（1980-81）
- 1932年 ジョン・ウィリアムズ - チェロと管弦楽のためのエレジー（1997）、ハートウッド（2002）
- 1932年 コーネル - ヨハン三部作（チェロのオブリガートを伴う管弦楽のための）、ワイン（チェロと弦楽合奏のための連作）
- 1932年 ノアゴー - ビトウィーン（チェロと管弦楽のための3楽章）
- 1933年 ペンデレツキ - チェロと管弦楽のためのソナタ（1964）、チェロと管弦楽のためのラルゴ（2003）
- 1934年 タラカノフ - チェロと弦楽合奏のための協奏組曲「四季」op.24bis
- 1935年 サッリネン - 室内音楽第3番「ドン・ファンキホーテの夜の踊り」op.58（チェロと弦楽合奏のための）（1983）、室内音楽第8番「パーヴォ・ハーヴィッコ追悼」 op.94（チェロと弦楽合奏のための） (2008-09)
- 1935年 ポロラーニーク - チェロと管弦楽のためのカプリッチョ
- 1935年 モー - ソナタ・ノットゥルナ
- 1936年 スタホフスキ - アダージョ・リコルダメンテ（1999）、レチタティーヴォと祈り（1999）
- 1936年 ツェンダー - Brado（チェロと管弦楽のための）（1999-2000）
- 1937年 平井丈一郎 - 祝典序曲－皇太子殿下のご成婚を祝して－（1993）、イスラ・ヴェルデの詩（1983）、協奏風ロンド（1987）
- 1938年 フッセル - 「ライト川」（チェロと弦楽合奏のための変奏曲）
- 1941年 ハトゥルグリムソン - 「ヘルマ」op.17（チェロと弦楽合奏のための）（1995）
- 1942年 シチェドロン - チェロと弦楽合奏のためのバナリッシモ
- 1944年 ノルドグレン - 憎しみ～愛op.71（チェロ、弦楽合奏）
- 1944年 タヴナー - チェロと弦楽合奏のための「奇蹟のヴェール」、チェロと弦楽合奏のための「永遠の記憶」
- 1946年 リーバーソン - 6つの王国（1999-2000）
- 1947年 ガニュー - チェロと管弦楽のためのトリプティック（1990-93）
- 1948年 アンドルー・ロイド・ウェバー - ヴァリエイションズ
- 1950年 エディス・キャナ・ドゥ・シズィー - モイラ（チェロと管弦楽のための）
- 1950年 マルケス - 砂の中の鏡
- 1953年 デ＝メイ - チェロと吹奏楽のための「カサノヴァ」
- 1953年 ジョエル・ホフマン - Gebirtigと一緒の自画像
- 1953年 シエッラ - 4つの詩篇
- 1957年 チャールズ・ローランド・ベリー - チェロと管弦楽のための「キルート序曲」
- 1958年 サロネン - マニア（チェロ独奏とアンサンブルのための）（2000）
- 1958年 リンドベルイ - Zona
- 1952年 エブラハムセン - 秋の歌曲（チェロと13の楽器のための）
- 1961年 ハフ - チェロと管弦楽のための悲歌「最深の孤独の荒野」

### 協奏的作品への編曲
（下記は全て録音のあるもの）
- ヴィヴァルディ - ヴァイオリン協奏曲ニ長調RV.230（「調和の幻想」第9曲）、ヴィオラ・ダモーレとリュートのための協奏曲RV.540、チェロと通奏低音のためのソナタ ホ短調RV.40
- J.S.バッハ - オルガン協奏曲第1番ト長調BWV.592
- アルノルト・シェーンベルク- マティアス・ゲオルク・モンのチェンバロ協奏曲に基づくチェロ協奏曲 ニ長調
- J.ハイドン - ヴァイオリン協奏曲第4番ト長調Hob.VIIa-4、ディヴェルティメント ニ長調（ピアティゴルスキー編曲）
- W.A.モーツァルト - フルート協奏曲第2番K.314（ジョージ・セル編曲）、ホルン協奏曲第3番K.447（カサド編曲）、ヴァイオリン協奏曲第1,3,4番K.207,216,218（ノルベルト・ヒルガー編曲）
- ウェーバー - クラリネット協奏曲第2番op.74（カサド編曲）
- シューベルト - アルペジョーネ・ソナタD.821（カサド編曲）
- ブラームス - ヴァイオリンとチェロのための二重協奏曲op.102（コルド・ガルベン編曲）
- グリーグ - チェロ・ソナタop.36
- タネーエフ - ヴァイオリンと管弦楽のための協奏的組曲op.28、クラリネットと管弦楽のためのカンツォーナ
- バルトーク - ヴィオラ協奏曲
- カサド - スペインの古典形式によるチェロ・ソナタ
- ペンデレツキ - ヴィオラと室内オーケストラのための協奏曲